# Kellye Cash
Kellye Cash-Sheppard (Memphis, 2 febbraio 1965) è una modella statunitense, incoronata Miss America 1987. È nipote del cantautore statunitense Johnny Cash.
In qualità di Miss America, Kellye Cash è stata in tour con Bob Hope per l'USO Show, ed è apparsa al David Letterman Show, The Today Show, Good Morning America fra gli altri.
Si è inoltre esibita con numerosi artisti musicali come Vince Gill, Lee Greenwood, e Billy Joel ed è apparsa in numerose produzioni teatrali in tutta la nazione. Kellye Cash è stata scelta per il ruolo da protagonista di Always... Patsy Cline e si è esibita in molteplici repliche dello spettacolo.